# Celestial (canção)
"Celestial" é uma canção do grupo pop mexicano RBD, gravada para o seu terceiro álbum de estúdio homônimo (2006). A faixa foi escrita por Carlos Lara e Pedro Damián e lançada como segundo single do álbum em 13 de maio de 2007 pela EMI Music.

## Vídeo musical
Em 11 de fevereiro de 2007, o RBD gravou o vídeo da música "Celestial" nas proximidades dos Popocatépetl e Iztaccíhuatl vulcões na Cidade do México. O vídeo foi dirigido por Esteban Madrazo, que também dirigiu o single "Ser o Parecer", e produzido por Javier Miranda Orraca. No vídeo, os membros do grupo usam roupas com estilo hippie, que demonstram liberdade. Em 27 de fevereiro do mesmo ano, o vídeo da música estreou em Ritmoson Latino, um canal de música da Televisa.

## Lançamento
Foi confirmado a ser o segundo single do álbum em janeiro de 2007, no México; originalmente "Bésame Sin Miedo" era para ser lançado como o segundo single; em vez disso, foram feitos planos para lançar "Bésame sin miedo" no resto da América Latina e liberar "Celestial" apenas no México. Devido à banda estar muito ocupada gravação RBD: La Familia, promovendo dois discos, sendo eles Celestial e Rebels, e turnês ao redor do mundo, o planejamento de lançar "Bésame Sin Miedo" foram adiados. Então "Celestial" foi lançada oficialmente em janeiro de 2007 no México; e em março de 2007 no mundo inteiro. Chegou ás rádios apenas em abril do mesmo ano.

## Formatos e faixas
| Versão em espanhol |             |                          |         |  |
| N.º                | Título      | Compositor(es)           | Duração |  |
| 1.                 | "Celestial" | Carlos Lara Pedro Damián | 3:27    |  |

| Versão em português |             |                                                   |         |  |
| N.º                 | Título      | Compositor(es)                                    | Duração |  |
| 1.                  | "Celestial" | Carlos Lara Pedro Damián Cláudio Rabello (versão) | 3:27    |  |

## Créditos e pessoal
Todo o processo de elaboração da canção atribui os seguintes créditos pessoais:
- Alfonso Herrera – vocal
- Anahí – vocal
- Christian Chávez – vocal
- Christopher von Uckermann – vocal
- Dulce María – vocal
- Maite Perroni – vocal
- Carlos Lara – compositor
- Pedro Damián – compositor
- Carlos Lara – produtor

## Desempenho em paradas musicais
| Paradas musicais (2007)          | Melhor posição |
| -------------------------------- | -------------- |
| Estados Unidos — Latin Pop Songs | 40             |